# NGC 2856
NGC 2856 ist eine Spiralgalaxie mit ausgedehnten Sternentstehungsgebieten vom Hubble-Typ Sbc im Sternbild Großer Bär am Nordsternhimmel. Sie ist schätzungsweise 121 Millionen Lichtjahre von der Milchstraße entfernt und hat einen Durchmesser von etwa 40.000 Lj. Gemeinsam mit NGC 2854 bildet sie das gebundene Galaxienpaar Arp 285. Halton Arp gliederte seinen Katalog ungewöhnlicher Galaxien nach rein morphologischen Kriterien in Gruppen. Dieses Galaxienpaar gehört zu der Klasse Doppelgalaxien mit Einströmung und Anziehung.

Im selben Himmelsareal befindet sich weiterhin u. a. die Galaxie NGC 2857.
Das Objekt wurde am 9. März 1788 von Wilhelm Herschel entdeckt.